# Dan Ericsson
Dan Konrad Ericsson, född 5 april 1957 i Östra Husby församling, Östergötlands län, är en svensk politiker (kristdemokrat) som var riksdagsledamot 1991–2000.

## Biografi
Ericsson var förbundssekreterare för Kristdemokratiska ungdomsförbundet 1980–1982, partisekreterare för Kristdemokraterna 1985–1989 samt 1993–1994 och riksdagsledamot 1991–2000, invald i Östergötlands läns valkrets. Han var bland annat aktiv i miljö- och jordbruksutskottet, som ledamot 1991–1994, som suppleant 1994–1998 och som ordförande 1998–2000. Han var även ledamot av arbetsmarknadsutskottet 1994–1998, riksdagens valberedning och suppleant i EU-nämnden. 2000 lämnade han riksdagen och blev konsult hos JKL där han arbetade med public affairs och opinionsbildning. I december 2006 återkom han till politiken som statssekreterare åt kommun- och finansmarknadsminister Mats Odell och var kvar på posten till 2010. Hans ansvarsområden omfattade kommun-, förvaltnings- och bostadsfrågor. Ericsson var också ansvarig statssekreterare hos socialminister Göran Hägglund avseende apoteksomregleringen.
Ericsson har också varit kommunalt och landstingskommunalt engagerad i Norrköping och Östergötland.
Ericsson har varit statlig utredare om hur man kan stärka civilsamhället. Utredningen överlämnades 2016 till dåvarande statsrådet Alice Bah Kuhnke.
Från sen vår 2011 arbetade Ericsson som Senior Advisor på kommunikationsbyrån Diplomat Communications, där han 2012 blev delägare och partner. Han lämnade delägandet 2016 och har sedan på konsultbasis varit rådgivare för företag och myndigheter. Ericsson har även innehaft en anställning hos MKB, det allmännyttiga bostadsföretaget i Malmö.
Ericsson är sedan 2022 statssekreterare åt landsbygdsminister Peter Kullgren.